# Relaciones Brasil-Suecia
Las relaciones Brasil-Suecia se refieren a las relaciones diplomáticas entre la República Federativa de Brasil y el Reino de Suecia. Ambas naciones son miembros de las Naciones Unidas.

## Historia
En 1826, Brasil y Suecia establecieron relaciones diplomáticas. En 1876, durante su segunda gira por Europa, el emperador Pedro II de Brasil realizó una visita a Suecia para visitar a su primo el rey Oscar II de Suecia. En 1890, llegaron los primeros emigrantes suecos a Brasil. En 1891, la multinacional sueca Ericsson instaló el primer teléfono en Brasil en la casa del emperador Pedro II en Río de Janeiro.
En 1984, el Rey Carlos XVI Gustavo de Suecia y la Reina Silvia de Suecia realizaron su primera visita oficial a Brasil. La Reina Silvia es de ascendencia brasileña por parte de su madre. En 1991, el presidente Fernando Collor de Mello fue el primer jefe de Estado brasileño que visitó Suecia. Desde las visitas iniciales, habría numerosas visitas y reencuentros entre líderes de ambas naciones y de la familia real sueca, incluyendo las visitas del rey Carlos XVI Gustavo a Brasil en 2010, 2012 y nuevamente en 2017. En 2011, el primer ministro Fredrik Reinfeldt se convirtió en el primer jefe de gobierno sueco en visitar Brasil.
En 1953, se inauguró la Cámara de Comercio Sueco-Brasileña en São Paulo. En la actualidad, hay más de 220 empresas suecas que operan en Brasil. La cooperación técnico-militar es un aspecto importante de la relación bilateral, habiendo adquirido un nuevo dinamismo con la decisión del Gobierno brasileño de adquirir, en el marco del Programa FX-2, Swedish Saab Gripen NG para la Fuerza Aérea Brasileña.
El Centro Brasil-Suecia de Investigación e Innovación (CISB), con sede en São Bernardo do Campo e inaugurado en 2011; tiene como objetivo contribuir al desarrollo de sectores tecnológicos de vanguardia en ambos países a través de la identificación, desarrollo y apoyo de proyectos de investigación de alta tecnología en diferentes áreas del conocimiento. Sus principales áreas de actividad son la aeroespacial, la defensa y las ciudades sostenibles, con énfasis en la seguridad pública, el saneamiento urbano y el tratamiento de residuos sólidos.

## High-level visits

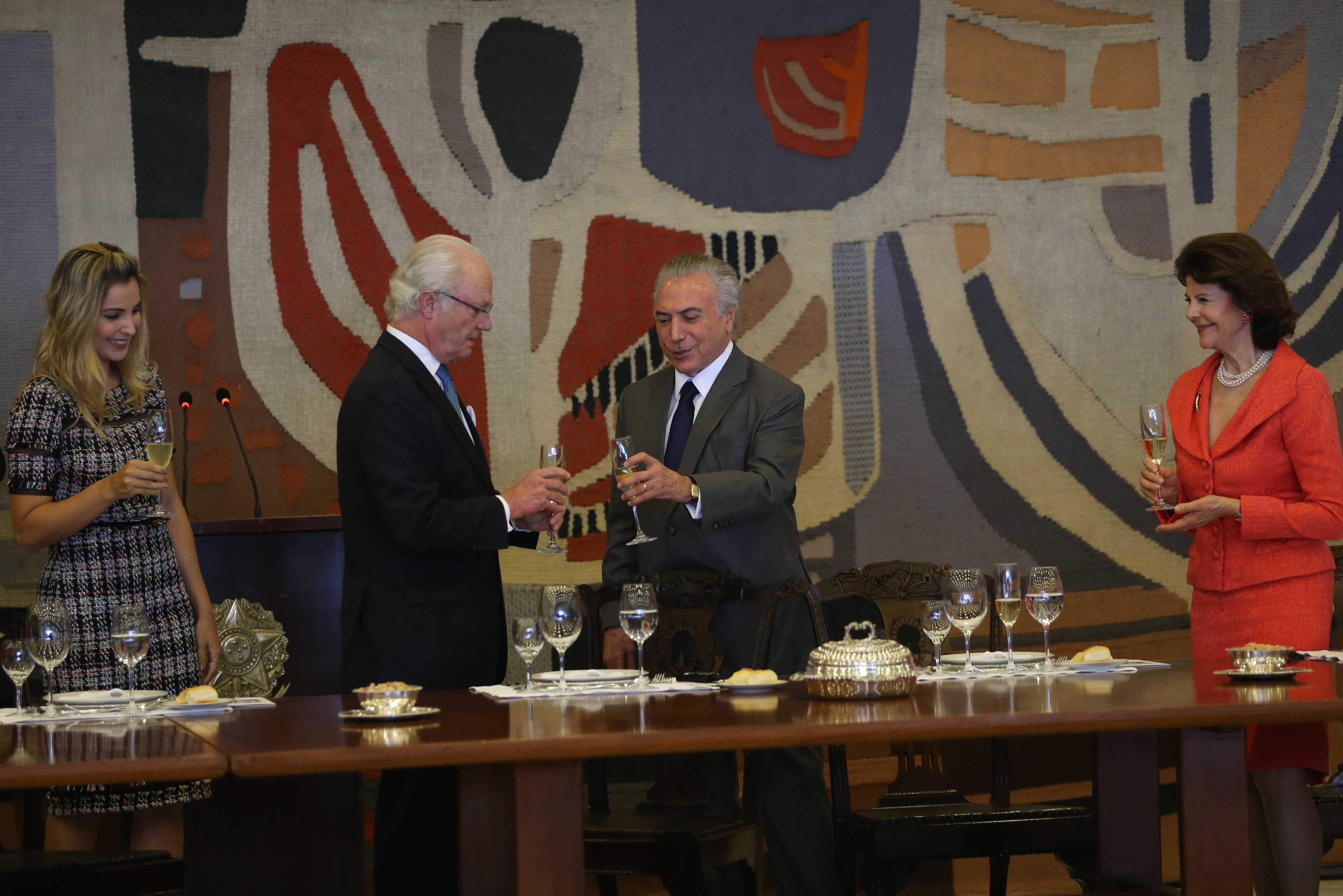
El Presidente brasileño Michel Temer con el Rey Carlos XVI Gustavo de Suecia y la Reina Silvia de Suecia en Brasilia; 2017.

Visitas de alto nivel de Brasil a Suecia
- Emperador Pedro II de Brasil (1876)
- Presidente Fernando Collor de Mello (1991)
- Presidente Fernando Henrique Cardoso (2002)
- Presidente Luiz Inácio Lula da Silva (2007, 2009)
- Vicepresidente Michel Temer (2012)
- Ministro de Asuntos Exteriores Antonio Patriota (2012)
- Presidente Dilma Rousseff (2015)

Visitas de alto nivel de Suecia a Brasil
- Rey Carlos XVI Gustavo de Suecia (1984, 2010, 2012, 2017)
- Reina Silvia (1984, 2008, 2010, 2011, 2017)
- Princesa heredera Victoria (2002)
- Ministro de Asuntos Exteriores Carl Bildt (2010)
- Primer Ministro Fredrik Reinfeldt (2011, 2012)
- Primer Ministro Stefan Löfven (2015)

## Acuerdos bilaterales
Ambas naciones han firmado algunos acuerdos, como el Acuerdo para Evitar la Doble Imposición en Materia de Impuestos sobre la Renta (1975); el Acuerdo de Cooperación Económica, Industrial y Tecnológica (1984); el Memorando de Entendimiento sobre Cooperación en el ámbito de la Bioenergía, incluidos los Biocombustibles (2007); el Acuerdo de Cooperación en Alta Tecnología Industrial e Innovadora (2009) y un Acuerdo de Defensa (2014).

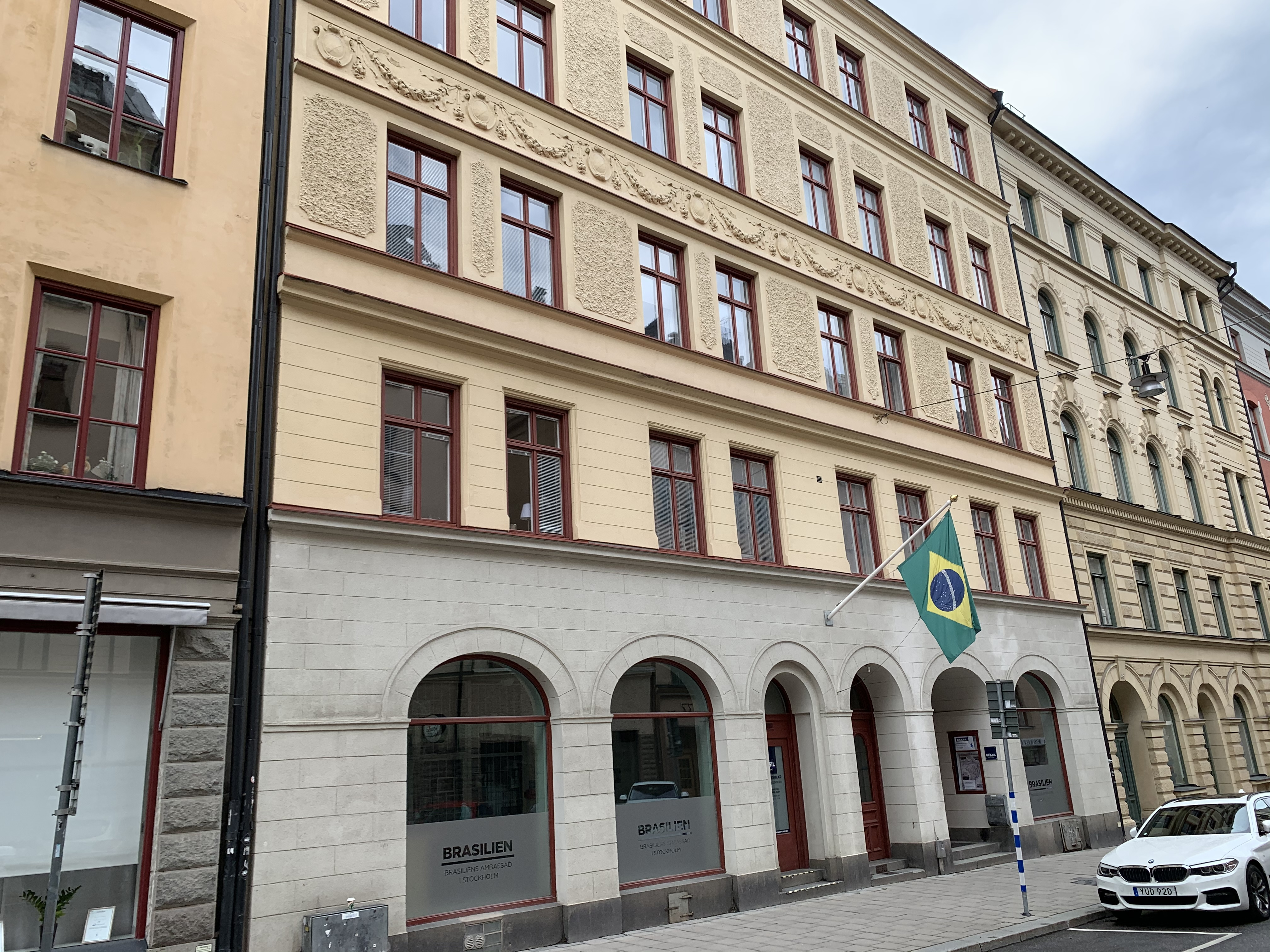
Embajada de Brasil en Estocolmo

## Misiones diplomáticas residentes
- Brasil tiene una embajada en Estocolmo.[5]
- Suecia tiene una embajada en Brasilia.[6]